# Alexandre Rodtchenko
Alexandre Mikhaïlovitch Rodtchenko (en russe : Александр Михайлович Родченко), né le 23 novembre 1891 à Saint-Pétersbourg et mort le 3 décembre 1956 à Moscou, est un artiste russe, à la fois peintre, sculpteur, photographe et designer.
Il est l'un des fondateurs du constructivisme russe et a beaucoup influencé le design russe et la photographie par ses travaux.

## Biographie
Son père, Mikhaïl Mikhaïlovitch est accessoiriste et décorateur au théâtre le Club russe, et sa mère, Olga Evdokimovna (née, Paltoussova), blanchisseuse. À la mort de son père, en 1901, sa famille s'installe à Kazan.
Inscrit à l'école paroissiale, il poursuit des études de prothésiste dentaire jusqu'en 1909. Entre 1910 et 1914, il est élève de Nicolaï Fechin et Georgi Medvedev à l’École d’art de Kazan (en), où il rencontre sa future femme, Varvara Stepanova. Il expose ses premières œuvres en 1913.
À la fin de ses études, il s'installe à Moscou où il s'inscrit à l'École d’arts appliqués Stroganoff, qu’il quitte rapidement. Il travaille seul et réalise en 1915 ses premières compositions géométriques en noir et blanc, dessinées au compas et à la règle. Par l'intermédiaire de l'architecte Viktor Vesnine, il rencontre Tatline et expose ses œuvres dans l'exposition collective « Magasin » en 1916, aux côtés, notamment, des peintres Lioubov Popova, Alexandra Exter et Ivan Klioune. Il poursuit ses recherches autour de la peinture abstraite et se rapproche des peintres les plus novateurs de l'époque.
Démobilisé en 1917, il dessine pour le Café pittoresque des projets de lampes, l'occasion pour lui d'appliquer ses recherches à des objets du quotidien. Il commence à créer des constructions spatiales et des projets d'architecture (kiosque à journaux, édifices, etc.).
À partir de cette époque, où il fonde avec d'autres le Syndicat des artistes peintres dans la fédération la plus avant-gardiste, dite « de gauche », il fera partie de nombreux instituts officiels et enseignera, comme la plupart des artistes d'avant-garde russe, dans les nouvelles d'écoles d'art créées à la Révolution (Proletkoult, Vkhoutemas), jusqu'à leur suppression par le pouvoir politique, inquiet des innovations de l'enseignement en 1930.
Il présente en 1919 ses toiles Noir sur noir pour répondre à la série des Blanc sur blanc de Malevitch. Il commence à réaliser des collages puis des photo-montages.
En 1921, il participe à plusieurs expositions. Lors de l'une d'elles, intitulée « 5x5=25 », il présente un triptyque de toiles monochromes comportant chacune une couleur primaire : Couleur rouge pure, Couleur jaune pure, Couleur bleue pure. À la suite de cette manifestation, il signe le manifeste productiviste dans lequel il s'engage à abandonner la peinture de chevalet au profit de la production d'objets usuels. En mars de la même année, le constructivisme naît formellement comme nouveau courant artistique, pour « faire des expériences concrètes dans la vie réelle », avec la création du Groupe des constructivistes au sein de l'Inkhouk (Institut de culture artistique), association particulière d'artistes, de critiques et de théoriciens.
Dès 1922, il réalise de nombreuses affiches politiques, affiches de films, affiches et objets publicitaires influencés par le constructivisme. Pour lui, il y a une « absolue nécessité à lier toute création à la production et à l'organisation même de la vie ».
En 1923, il commence à collaborer avec de nombreuses maisons d'édition pour des travaux de mise en page ; il réalise aussi les couvertures de la revue futuriste et constructiviste LEF, jusqu'en 1925 puis, plus tard, celles de Novy LEF, dirigées par Vladimir Maïakovski. C'est d'ailleurs l'année où commence sa collaboration avec le poète, pour lequel il illustrera son recueil Pro Eto, l'une de ses œuvres les plus connues.
À partir de 1924, il se consacre à la photographie où il poursuit ses expériences picturales, notamment en « découvrant de nouveaux points de vue et de nouveaux angles de cadrage » (communication parue dans la revue Novy LEF, en 1927). Il fait également de nombreux portraits.
En 1925, il monte le pavillon soviétique à l'Exposition internationale des arts décoratifs et industriels modernes de Paris et présente son projet de Club ouvrier. Il travaille ensuite pour le cinéma et le théâtre en dessinant des meubles, des décors et des costumes.
En 1933, Rodtchenko est chargé d'aller photographier la construction du canal de la mer Blanche à la Baltique, pour le magazine SSSR na Stroïké (« l’URSS en construction ») et l'album Belomorstroï. De 1934 à 1939, Rodtchenko et Varvara Stepanova, son épouse, réalisent des albums photographiques tels que, en 1936, Le Cinéma en URSS illustré de photos et de photomontages , La Flotte aérienne soviétique, les Dix Ans de l'Ouzbékistan.
Pendant la Seconde Guerre mondiale, il quitte Moscou avec sa femme quelques années pour se réfugier dans la région de Perm, en compagnie d'autres artistes. Il travaille à des affiches sur le thème de la grande guerre patriotique.
Après guerre, Rodtchenko continue à publier des albums à la gloire de l'Union soviétique avec sa femme puis sa fille. Il expérimenta la photographie en couleurs. Il meurt le 3 décembre 1956, à Moscou, où il est enterré au nouveau cimetière Donskoï.
Sa collection privée est exposée au musée Pouchkine de Moscou.

## Œuvres
- 1936 : Photos et photomontages avec Varvara Stepanova son épouse, de l'ouvrage collectif traduit en français : Le Cinéma en URSS.

## Expositions
- 21 juin - 20 septembre 1977 : Alexandre Rodtchenko photographe, ARC [Animation, recherche, confrontation], Musée d'art moderne de la Ville de Paris.
- 25 juin - 6 octobre 1998 : Alexandre Rodtchenko, Museum of Modern Art (MoMA), New York[4]

puis octobre 1998 - janvier 1999 : Kunsthalle, Düsseldorf ; 6 mars- 24 mai 1999, Moderna Museet, Stockholm.
- 17 janvier - 5 avril : Alexander Rodtschenko : Das Neue Moskau. Fotografien aus der Sammlung L. und G. Tatunz, Sprengel Museum, Hanovre

puis août - novembre 2000, Seattle Art Museum (SAM), Seattle.
- 6 septembre - 6 novembre 2000 : Alexandre Rodtchenko, Musée national Fernand-Léger, Biot.
- 12 juin - 18 août 2008 : Alexander Rodtschenko, Martin-Gropius-Bau, Berlin.
- 27 février - 8 mai 2016 : Aleksandr Rodčenko, Museo d'arte della Svizzera italiana, Lugano.